# Busamudra, Nagamangala
Busamudra là một làng thuộc tehsil Nagamangala, huyện Mandya, bang Karnataka, Ấn Độ.